# European League of Football 2024
L'European League of Football 2024 è stata la 4ª stagione dell'omonimo torneo di football americano.
La stagione è iniziata il 17 maggio 2024 e si è conclusa il 12 settembre 2024, con la vittoria dei Rhein Fire -campioni in carica della precedente edizione- contro i Vienna Vikings nel 4º Championship Game.

## Formato
La stagione 2024 dell'ELF vede la partecipazione di diciassette squadre, lo stesso numero dell'edizione dell'anno precedente. Rispetto alla stagione 2023 si segnala l'assenza dei Liepzig Kings, ritiratisi dalla lega a stagione in corso l'anno precedente, e l'aggiunta dei Madrid Bravos, franchise di nuova fondazione con sede nella capitale spagnola; inoltre gli Helvetic Guards, sono sostituiti dagli Helvetic Mercenaries, nuova franchise svizzero fondato in seguito alla termine delle attività dei Guards.
Le squadre sono organizzate in tre conference (occidentale, centrale, orientale), ognuna composta da cinque o sei squadre. Ogni squadra gioca un totale dodici partite durante la stagione regolare.

## Stagione regolare

### Risultati stagione regolare
| Conference occidentale | Conference occidentale | Conference occidentale | Conference occidentale | Conference occidentale | Conference occidentale | Conference occidentale | Conference occidentale |
| Pos.                   | Squadra                | V                      | S                      | P                      | Pct.                   | PF                     | PS                     |
| ---------------------- | ---------------------- | ---------------------- | ---------------------- | ---------------------- | ---------------------- | ---------------------- | ---------------------- |
| 1.                     | Rhein Fire             | 11                     | 1                      | 0                      | 0,917                  | 476                    | 174                    |
| 2.                     | Paris Musketeers       | 10                     | 2                      | 0                      | 0,833                  | 407                    | 242                    |
| 3.                     | Madrid Bravos          | 8                      | 4                      | 0                      | 0,667                  | 411                    | 204                    |
| 4.                     | Cologne Centurions     | 6                      | 6                      | 0                      | 0,500                  | 303                    | 444                    |
| 5.                     | Frankfurt Galaxy       | 4                      | 8                      | 0                      | 0,333                  | 285                    | 397                    |
| 6.                     | Hamburg Sea Devils     | 2                      | 10                     | 0                      | 0,167                  | 226                    | 473                    |

| Conference centrale | Conference centrale | Conference centrale | Conference centrale | Conference centrale | Conference centrale | Conference centrale | Conference centrale |
| Pos.                | Squadra             | V                   | S                   | P                   | Pct.                | PF                  | PS                  |
| ------------------- | ------------------- | ------------------- | ------------------- | ------------------- | ------------------- | ------------------- | ------------------- |
| 1.                  | Vienna Vikings      | 12                  | 0                   | 0                   | 1,000               | 457                 | 179                 |
| 2.                  | Panthers Wrocław    | 6                   | 6                   | 0                   | 0,500               | 356                 | 285                 |
| 3.                  | Berlin Thunder      | 5                   | 7                   | 0                   | 0,417               | 378                 | 318                 |
| 4.                  | Fehérvár Enthroners | 2                   | 10                  | 0                   | 0,167               | 168                 | 428                 |
| 5.                  | Prague Lions        | 1                   | 11                  | 0                   | 0,083               | 134                 | 417                 |

| Conference orientale | Conference orientale | Conference orientale | Conference orientale | Conference orientale | Conference orientale | Conference orientale | Conference orientale |
| Pos.                 | Squadra              | V                    | S                    | P                    | Pct.                 | PF                   | PS                   |
| -------------------- | -------------------- | -------------------- | -------------------- | -------------------- | -------------------- | -------------------- | -------------------- |
| 1.                   | Stuttgart Surge      | 11                   | 1                    | 0                    | 0,917                | 565                  | 179                  |
| 2.                   | Munich Ravens        | 9                    | 3                    | 0                    | 0,750                | 534                  | 191                  |
| 3.                   | Tirol Raiders        | 8                    | 4                    | 0                    | 0,667                | 359                  | 227                  |
| 4.                   | Seamen Milano        | 4                    | 8                    | 0                    | 0,333                | 208                  | 402                  |
| 5.                   | Barcelona Dragons    | 2                    | 10                   | 0                    | 0,167                | 117                  | 577                  |
| 6.                   | Helvetic Mercenaries | 1                    | 12                   | 0                    | 0,083                | 185                  | 438                  |

## Playoff

### Tabellone playoff
|  | Wildcard | Wildcard         | Wildcard        |                  |    | Semifinali     | Semifinali | Semifinali |  |  | Championship Game | Championship Game | Championship Game |  |
|  |          |                  |                 |                  |    |                |            |            |  |  |                   |                   |                   |  |
|  | 4        | Paris Musketeers | 40              |                  |    |                |            |            |  |  |                   |                   |                   |  |
|  | 4        | Paris Musketeers | 40              |                  |    |                |            |            |  |  |                   |                   |                   |  |
|  | 5        | Munich Ravens    | 37              |                  |    |                |            |            |  |  |                   |                   |                   |  |
|  | 5        | Munich Ravens    | 37              |                  | 1  | Vienna Vikings | 47         |            |  |  |                   |                   |                   |  |
|  |          |                  |                 |                  | 1  | Vienna Vikings | 47         |            |  |  |                   |                   |                   |  |
|  |          |                  | 4               | Paris Musketeers | 31 |                |            |            |  |  |                   |                   |                   |  |
|  |          |                  |                 | Paris Musketeers | 31 |                |            |            |  |  |                   |                   |                   |  |
|  |          |                  |                 |                  |    |                |            |            |  |  |                   |                   |                   |  |
|  |          |                  |                 |                  |    |                |            |            |  |  |                   |                   |                   |  |
|  |          | 1                | Vienna Vikings  | 20               |    |                |            |            |  |  |                   |                   |                   |  |
|  |          |                  |                 |                  |    |                |            |            |  |  |                   |                   |                   |  |
|  |          |                  | 3               | Rhein Fire       | 51 |                |            |            |  |  |                   |                   |                   |  |
|  |          |                  |                 | Rhein Fire       | 51 |                |            |            |  |  |                   |                   |                   |  |
|  |          |                  |                 |                  |    |                |            |            |  |  |                   |                   |                   |  |
|  |          |                  |                 |                  |    |                |            |            |  |  |                   |                   |                   |  |
|  |          | 2                | Stuttgart Surge | 23               |    |                |            |            |  |  |                   |                   |                   |  |
|  |          |                  |                 | 23               |    |                |            |            |  |  |                   |                   |                   |  |
|  |          |                  | 3               | Rhein Fire       | 29 |                |            |            |  |  |                   |                   |                   |  |
|  | 3        | Rhein Fire       | 3               | Rhein Fire       | 29 | 40             |            |            |  |  |                   |                   |                   |  |
|  | 3        | Rhein Fire       |                 |                  |    |                |            |            |  |  |                   |                   |                   |  |
|  | 6        | Madrid Bravos    | 10              |                  |    |                |            |            |  |  |                   |                   |                   |  |

### Dettaglio incontri

#### Wildcard
| Valenciennes 31 agosto 2024 | Paris Musketeers | 40 – 37 (7-6; 7-13; 23-15; 0-6) | Munich Ravens | Stade du Hainaut |

| Düsseldorf 1 settembre 2024 | Madrid Bravos | 10 – 40 (3-20; 7-7; 0-13; 0-0) | Rhein Fire | Schauinsland-Reisen-Arena |

#### Semifinali
| Vienna 7 settembre 2024 | Paris Musketeers | 31 – 47 (6-7; 0-14; 18-13; 7-13) | Vienna Vikings | Generali-Arena |

| Stoccarda 8 settembre 2024 | Rhein Fire | 29 – 23 (7-13; 6-7; 0-0; 10-3) | Stuttgart Surge | Gazi-Stadion auf der Waldau |

#### Championship Game
| Gelsenkirchen 22 settembre 2024 | Rhein Fire | 51 – 20 (7-6; 23-7; 7-0; 14-7) | Vienna Vikings | VELTINS-Arena |

## Premi

### Miglior giocatore della settimana
| Settimana | Giocatore            | Squadra              | Ruolo            | Note |
| --------- | -------------------- | -------------------- | ---------------- | ---- |
| 1         | Steven Duncan        | Panthers Wrocław     | Quarterback      |      |
| 2         | Austin Mitchell      | Paris Musketeers     | Wide receiver    |      |
| 3         | Willie Patterson     | Madrid Bravos        | Wide receiver    |      |
| 4         | Jakob Neugebauer     | Hamburg Sea Devils   | Wide receiver    |      |
| 5         | Glen Toonga          | Rhein Fire           | Running back     |      |
| 6         | Tobias Bonatti       | Tirol Raiders        | Running back     |      |
| 7         | Zach Edwards         | Paris Musketeers     | Quarterback      |      |
| 8         | Carlton Aiken Jr.    | Helvetic Mercenaries | Quarterback      |      |
| 9         | Hugo Klages          | Rhein Fire           | Defensive tackle |      |
| 10        | Malik Stanley        | Munich Ravens        | Wide receiver    |      |
| 11        | Carlos Hill          | Cologne Centurions   | Wide receiver    |      |
| 12        | Alexandar Borković   | Prague Lions         | Defensive back   |      |
| 13        | Glen Toonga          | Rhein Fire           | Running back     |      |
| 14        | Juan-Flores Calderon | Seamen Milano        | Wide receiver    |      |

### ELF Honors
| Premio                           | Giocatore            | Squadra              | Ruolo                 | Note |
| -------------------------------- | -------------------- | -------------------- | --------------------- | ---- |
| Man of Honor of the Year         | Aleksandar Milanovic | Vienna Vikings       | Offensive tackle      |      |
| Most Valuable Player             | Glen Toonga          | Rhein Fire           | Running back          |      |
| Coach of the Year                | Chris Calaycay       | Vienna Vikings       | Head coach            |      |
| Assistent Coach of the Year      | Richard Kent         | Rhein Fire           | Defensive coordinator |      |
| Homegrown of the Year            | Jonathan Falk        | Helvetic Mercenaries | Linebacker            |      |
| Rookie of the Year               | Milan Spiller        | Helvetic Mercenaries | Wide receiver         |      |
| Offensive Player of the Year     | Zach Edwards         | Paris Musketeers     | Quarterback           |      |
| Defensive Player of the Year     | Kyle Kitchens        | Berlin Thunder       | Defensive end         |      |
| Special Teams Player of the Year | Devan Burrell        | Panthers Wrocław     | Defensive end         |      |
| Offensive Rookie of the Year     | Noah Touré           | Vienna Vikings       | Wide receiver         |      |
| Defensive Rookie of the Year     | Pierre-Yves Majo     | Helvetic Mercenaries | Defensive tackle      |      |